# Brandweerman Sam
Brandweerman Sam (oorspronkelijke Engelse titel: Fireman Sam) is een Welshe kinderserie voor televisie, oorspronkelijk uitgezonden door de lokale televisiezender S4C vanaf 15 september 1987. De televisieserie toont de avonturen van een brandweerman in het fictieve Welshe dorpje Piekepolder (oorspronkelijke Welshe en Engelse titel: Pontypandy; een porte-manteau van twee echte dorpen, Pontypridd en Tonypandy).
De serie werd in nagesynchroniseerde vorm ook op de Nederlandse televisie uitgezonden. De eerste reeks met een vertelstem van Olaf Wijnants werd in 1990 door de VARA uitgezonden, KinderNet 5 programmeerde enkele reeksen tussen 2000 en 2002, en RTL 8 nam het sinds 2010 over als onderdeel van Telekids.
In Vlaanderen wordt de reeks tegenwoordig uitgezonden door VTM Kids Jr..

## Oorsprong
Gebaseerd op hun eigen ervaringen bedachten Dave Gingell en Dave Jones, twee voormalige brandweermannen, de avonturen van brandweerman Sam. Met dit idee gingen ze naar Mike Young, producent van de tekenfilmserie SuperTed, die er wel wat in zag. Hij ging met het voorstel naar S4C, een zender in Wales. Illustrator Rob Lee kreeg vervolgens de opdracht om de personages en de verhaallijnen verder uit te werken. Ook hij had meegewerkt aan SuperTed, maar voor de belevenissen van Sam werd gekozen voor stop-motion, de animatietechniek met poppen waarbij beeldje voor beeldje wordt opgenomen. Dit was een tijdrovende klus omdat in een seconde 25 beeldjes gaan. Fireman Sam debuteerde met kerst 1985 op de zender S4C met zes afleveringen gesproken in het Welsh. De Britse BBC kocht de kleuterserie aan en zond deze, voorzien van een Engelse nasynchronisatie, voor het eerst uit in 1987, en al snel volgden andere landen waaronder Nederland.

## Verhaal
Sam de brandweerman woont in het aan zee gelegen plaatsje Piekepolder. Onder leiding van commandant Staal komen hij en zijn collega’s Elvis en Jenny in actie bij brand of als er iemand in nood is, soms geholpen door helikopterpiloot Tom.
Meer dan eens moet de brandweer uitrukken door toedoen van Norbert Puk, een ondernemend jongetje dat vaak in de problemen komt maar het niet slecht meent. Na drie vervolgreeksen leek er in 1994 een einde aan de serie te komen, maar Sam bleef populair en beleefde nieuwe avonturen in 2003. De stop-motiontechniek was inmiddels ook verbeterd, onder andere met computeranimatie, zodat de monden ook bewegen. De meest recente afleveringen zijn helemaal computergeanimeerd. Dit kost minder tijd en is dus ook minder kostbaar. De serie is over de hele wereld te zien en producent HiT Entertainment heeft meerdere reeksen gemaakt.
De hoofdpersonen zijn de leden van enkele gezinnen: een loodgieter en verpleegster met een kind, een visser en zijn vrouw en twee kinderen, en een alleenstaande vrouw met een kind 'Norbert'. Verder zijn er een buschauffeur en het brandweerpersoneel, commandant Staal, helikopterpiloot Tom, Sam, Elvis en één brandweervrouw Jenny. Sinds de film Helden v/d storm is er ook een brandweerman die Arnoud heet en een brandweervrouw die Ellen heet. Daarna hebben ook andere wijzigingen plaats gevonden. Zo is er een politieman bijgekomen genaamd Marco, die de beschikking heeft over een quad, een auto en een motor en Dirk (het neefje van Norbert) en Jenny hebben een andere stemacteur gekregen. Ook heeft Jenny een staartje gekregen
Bijna elke uitzending vraagt één personage om hulp. De serie bevat veel kinderhumor. Daarnaast wordt veel aandacht besteed aan brandveiligheid in huis.

## Nederlandse versie
De Nederlandse versie van de serie speelt zich in Nederland af en de personages hebben Nederlandse namen.
Tijdens het eerste seizoen en tot en met de vierde aflevering van het tweede seizoen is de titel van de reeks in het Engels en daarna verschijnt de afleveringstitel in het Nederlands met een afbeelding van Sam. Vanaf seizoen 2, aflevering 5 t/m het einde van seizoen 2 verschijnt de serietitel niet, maar de afleveringstitel wel met een andere afbeelding van Sam.
Tijdens de 1e serie belt men 0611 op bij noodgeval en betaalt met gulden, aangezien dat de reeks in de jaren 90 zich afspeelt, de 1e serie bevat 4 seizoenen.
Vanaf seizoen 5 zijn de titels allemaal vertaald. Af en toe zijn er referenties over Nederland te horen (Vlaardingen, Friesland, enz.).

### Nasynchronisatie
1e serie (VARA)
| Personage                                    | Nederlandse stem | Originele stem |               |               |
| -------------------------------------------- | ---------------- | -------------- | ------------- | ------------- |
| Verteller, Brandweerman Sam, en alle stemmen | Nederlandse stem | Originele stem | Olaf Wijnants | John Alderton |
| Verteller, Brandweerman Sam, en alle stemmen | Gareth Lewis     |                | Olaf Wijnants |               |

- De Nederlandse nasynchronisatie wordt verzorgd door Wim Pel Productions.

2e serie- (Telekids)
- Deze nasynchronisatie wordt verzorgd door Cinemeta.

| Personage                        | (Originele naam )          | Nederlandse stem      | Seizoenen                         |
| -------------------------------- | -------------------------- | --------------------- | --------------------------------- |
| Brandweerman Sam                 | (Fireman Sam Jones)        | Stan Limburg          | 5-                                |
| Commandant Norris Staal*         | (Station Officer Steele)   | Stan Limburg          | 5-                                |
| Elvis Chrispijn                  | (Elvis Crindlington)       | Finn Poncin (S5-S10)  | 1-                                |
| Elvis Chrispijn                  | (Elvis Crindlington)       | Job Bovelander (S11-) | 1-                                |
| Klaas Kozijn                     | (Trevor Evans)             | Finn Poncin (S5-S10)  | 1-                                |
| Klaas Kozijn                     | (Trevor Evans)             | Jan Elbertse (S11-)   | 1-                                |
| Dieuwertje Puk                   | (Dilys Price)              | Finn Poncin (S5-S10)  | 1-                                |
| Dieuwertje Puk                   | (Dilys Price)              | Hetty Heyting (S11-)  | 1-                                |
| Norbert Puk                      | (Norman Price)             | Dennis Kivit          | 5-                                |
| Bella Lasagna                    | (Bella Lasagne)            | Hildegard van Nijlen  | 5, 10-                            |
| Sara                             | (Sarah Jones)              | Hetty Heyting         | 5-                                |
| Jaap                             | (James Jones)              | Hetty Heyting         | 5-                                |
| Jenny Jansen                     | (Penny Morris)             | Hildegard van Nylen   | 3-                                |
| Ellen Philips                    | (Ellie Phillips)           | Jannemien Cnossen     | 10-                               |
| Arnoud Milleman                  | (Arnold McKinnley)         | Kas Westerbeek        | 10-                               |
| Mandy Voet                       | (Mandy Flood)              | Hildegard van Nijlen  | 5-                                |
| Karel (vader van Jaap en Sara)   | (Charlie Jones)            | Joost Claes           | 6-                                |
| Brenda (moeder van Jaap en Sara) | (Bronwyn Jones)            | Hildegard van Nijlen  | 6-                                |
| Tom Thomas                       | ?                          | Finn Poncin (S5-S10)  | 5-                                |
| Tom Thomas                       | ?                          | Job Bovelander (S11-) | 5-                                |
| Mark Voet                        | (Mike Flood)               | Stan Limburg          | 5-                                |
| Nellie Voet                      | (Helen Flood)              | Hetty Heyting         | 5-                                |
| Max Roovers                      | (Moose Roberts)            | Huub Dikstaal         | 8-                                |
| Ben Huisman                      | (Ben Hooper)               | Huub Dikstaal         | 9-                                |
| Commandant Bosch                 | (Chief Fire Officer Boyce) | Joost Claes           | 8- (positie genoemd in seizoen 4) |
| Dirk Puk                         | (Derek Price)              | Joost Claes           | 7-                                |
| Juf Chen                         | (Mrs. Chen)                | Jannemien Cnossen     | 8-                                |
| Lily Chen                        | ?                          | Jannemien Cnossen     | 8-                                |
| Computerstem                     | (Computer Voice)           | Hildegard van Nijlen  | 10-                               |

- *Commandant Staal had de roepnaam Edward in Helden van de Storm.

## Seizoenen
| Seizoen | Eerste uitzending                   | Afleveringen | Aantal |
| ------- | ----------------------------------- | ------------ | ------ |
| 1       | 17 november 1987 – 10 december 1987 | 1–8          | 8      |
| 2       | 1 november 1988 – 22 december 1988  | 9–16         | 8      |
| 3       | 15 oktober 1990 – 10 december 1990  | 17–25        | 9      |
| 4       | 25 oktober 1994 – 17 november 1994  | 26–33        | 8      |
| 5       | 31 maart 2003 – 5 mei 2003          | 34–59        | 26     |
| 6       | 11 februari 2008 – 17 maart 2008    | 60–85        | 26     |
| 7       | 11 november 2008 – 16 december 2008 | 86–111       | 26     |
| 8       | 3 maart 2012 – 10 november 2012     | 112–137      | 26     |
| 9       | 5 april 2014 – 20 september 2014    | 138–162      | 25     |
| 10      | 15 februari 2016 – 26 augustus 2016 | 163–187      | 25     |
| 11      | 18 november 2017 – 9 mei 2018       | 188–200      | 13     |
| 12      | 19 november 2019 - 10 mei 2020      | 201-214      | 13     |
| 13      | 4 oktober 2021 - 7 oktober 2022     | 215-239      | 26     |
| 14      | 1 november 2022 -                   | 240-265      | 26     |

## Afleveringen
In totaal zijn er 200 afleveringen gemaakt en 3 specials.
De eerste twee seizoenen, uit 1985 en 1988, waren in Nederland bij de VARA te zien. Sommige afleveringen hebben bij herhaling een andere titel gekregen, deze staat tussen haakjes vermeld.

### Seizoen 1 (1987)
| Aflevering (seizoen) | Aflevering (serie) | Titel                                                                    | Uitzenddatum     |  |
| --- | ------------------ | ------------------------------------------------------------------------ | ---------------- |  |
| 1 | 1                  | De Vlieger – (The Kite)                                                  | 17 november 1987 |  |
| Op een zeer winderige dag, waait er door de harde wind een telefoonpaal om. Sara en Jaap's vlieger komt vast te zitten op Dieuwertje's dak en Sam moet komen om het los te maken. Maar dan bezeert Klaas Kozijn zijn arm. |                    |                                                                          |                  |  |
| 2 | 2                  | Vuur in de schuur (Brand op de boerderij) – (Barn Fire)                  | 19 november 1987 |  |
| Op een zeer warme dag zijn Sara en Jaap aardappelen aan het rooien voor Bella. Brandweerman Sam vraagt zich af of hij kan helpen, maar eerst heeft hij te maken met een schuurbrand op de boerderij. |                    |                                                                          |                  |  |
| 3 | 3                  | Klaas Kozijn als brandweerman (Klaas moet oefenen) – (Trevor's Training) | 24 november 1987 |  |
| Het is voor vrijwillig brandweerman Klaas Kozijn zijn eerste dag bij de brandweer, totdat er een bericht komt over de radio. Brandweerman Krispijn is ondertussen bezig met het koken van de aardappelpuree. |                    |                                                                          |                  |  |
| 4 | 4                  | De lekke band (Een lekke band) – (Flat Tyre)                             | 26 november 1987 |  |
| Nadat Klaas Kozijn naar een boot-verkoop is geweest, krijgt hij met zijn bus een lekke band waardoor er vertragingen ontstaan in Piekepolder. Gelukkig komt Brandweerman hem te hulp. |                    |                                                                          |                  |  |
| 5 | 5                  | Uit kamperen (Kamperen) – (Camping)                                      | 1 december 1987  |  |
| Wat hebben een kikker en een vette lap te maken met kamperen? Daar komen brandweerman Sam, Sara en Jaap al snel achter. Ondertussen gaat de bus van Klaas Kozijn kapot en vat de tent van de kampeerders vlam. |                    |                                                                          |                  |  |
| 6 | 6                  | De grappen van Norbert (Norbert gaat te ver) – (Norman's Tricky Day)     | 3 december 1987  |  |
| Norbert Puk is weer zoals altijd bezig met zijn grappen, maar deze keer gaat hij te ver. Hij zorgt voor een chaos op de brandweerkazerne door een valse brandmelding te doen in Bella's Café, Norman Price is aan zijn oude trucs zoals gewoonlijk, maar dit keer een te veel speelt hij. Hij veroorzaakt ravage op de brandweerkazerne, het maken van een hoax-oproep naar Bell's Café 999, smeert vet op de glijpaal en activeert het kazernealarm. Brandweerman Sam komt in actie. |                    |                                                                          |                  |  |
| 7 | 7                  | De kat is zoek (De verloren kat) – (Lost Cat)                            | 8 december 1987  |  |
| Zaterdagen zijn druk genoeg voor Bella, zonder te maken hebben met frituurpan branden en verloren katten. Ondertussen komt Klaas Kozijn vast te zitten in een boom op het Piekepolder-plein. Brandweerman Sam komt hem redden. Brandweerman Krispijn is de deur aan het verven van de Piekepolder brandweerkazerne |                    |                                                                          |                  |  |
| 8 | 8                  | Televisie toestanden (De commandant wordt beroemd) – (Telly Trouble)     | 10 december 1987 |  |
| Kazernecommandant Staal komt op televisie en iedereen in Piekepolder en iedereen wil het volgen. Brandweerman Sam en brandweerman Krispijn komen in actie wanneer een televisie in brand vliegt in Bella Lasagna's Café. |                    |                                                                          |                  |  |

### Seizoen 2 (1988)
| Aflevering (seizoen) | Aflevering (serie) | Titel                                                                    | Uitzenddatum     |  |
| --- | ------------------ | ------------------------------------------------------------------------ | ---------------- |  |
| 1 | 9                  | Op jacht naar de schat (Schatgraven) – (Treasure Hunt)                   | 1 november 1988  |  |
| Brandweerman Sam laat zijn nieuwe metaaldetector zien aan Sara en Jaap en ze raken verslaafd aan het zoeken naar schatten. Helaas zorgen ze ervoor dat de waterleiding in het park barst tijdens een zoekactie naar Bella's sleutels. Norbert Puk's spel "Ridders van de Ronde Tafel" gaat fout als zijn 'pan-helm' komt vast te zitten op zijn hoofd. Kortom, het is een drukke dag voor Brandweerman Sam en de rest van de bemanning. |                    |                                                                          |                  |  |
| 2 | 10                 | Sams vrije dag (Sam heeft een vrije dag) – (Sam's Day Off)               | 8 november 1988  |  |
| Brandweerman Sam's Popcorn Machine is ideaal voor de bioscoop, maar hij gaat een beetje te ver. Gelukkig, Brandweerman Krispijn, Klaas Kozijn en kazernecommandant Staal komen hem redden. |                    |                                                                          |                  |  |
| 3 | 11                 | Dief in Piekepolder (Er is een dief in het dorp) – (Thief In Pontypandy) | 15 november 1988 |  |
| Brandweerman Sam is zijn horloge kwijt, Bella's ketting en Dieuwertje's oorbellen zijn verdwenen. Kan Sam het mysterie oplossen? Dan is er een schoorsteenbrand bij Bella Lasagna's Café... |                    |                                                                          |                  |  |
| 4 | 12                 | De scheikundedoos (Norbert heeft een laboratorium) – (Chemistry Set)     | 22 november 1988 |  |
| Norbert Puk droomt ervan een stinkbom te maken waar hij wereldberoemd mee wordt. Deze droom valt in duigen als zijn moeder in zijn laboratorium komt. |                    |                                                                          |                  |  |
| 5 | 13                 | De wensput (De zoektocht) – (Wishing Well)                               | 6 december 1988  |  |
| Klaas Kozijn organiseert een zoektocht naar Norbert als deze niet terug is gekomen van het aardbeien plukken. |                    |                                                                          |                  |  |
| 6 | 14                 | Sam de uitvinder – (Sam The Great Inventor)                              | 13 december 1988 |  |
| Brandweerman Sam is helemaal klaar om de beste uitvinder in Wales wedstrijd te winnen, totdat Norbert Puk met een van zijn uitvindingen gaat spelen. Ondertussen laat Dieuwertje Puk het strijkijzer aan staan waardoor er brand ontstaat in haar winkel. Brandweerman Sam komt te hulp. |                    |                                                                          |                  |  |
| 7 | 15                 | Veilig met Sam (Special) – (Safe With Sam)                               | 29 november 1988 |  |
| Er wordt een vuurwerkshow gehouden om de 50e verjaardag van de Piekepolder Brandweerkazerne te vieren. Maar er zijn veel waardevolle lessen te leren over de veiligheid. |                    |                                                                          |                  |  |
| 8 | 16                 | Sneeuwfeest (Special) – (Snow Business)                                  | 22 december 1988 |  |
| Alle voorbereidingen voor Kerstmis stoppen wanneer de bemanning wordt opgeroepen om Sara en Jaap te redden die gevangenzitten op het ijs. Brandweerman Krispijn is in de keuken bezig met een kalkoen voor de kerst. Klaas Kozijn komt met zijn bus vast te zitten in de sneeuw en brandweerman Sam komt hem te hulp. |                    |                                                                          |                  |  |

### Seizoen 3 (1990)
| Aflevering (seizoen) | Aflevering (serie) | Nederlandse titel | Originele titel      | Uitzenddatum     |
| -------------------- | ------------------ | ----------------- | -------------------- | ---------------- |
| 1                    | 17                 |                   | Dilys' forgetful day | 15 oktober 1990  |
| 2                    | 18                 |                   | Spot of bother       | 22 oktober 1990  |
| 3                    | 19                 |                   | Halloween            | 29 oktober 1990  |
| 4                    | 20                 |                   | Norman's pitfall     | 5 november 1990  |
| 5                    | 21                 |                   | Lost ring            | 12 november 1990 |
| 6                    | 22                 |                   | All In A Good Cause  | 19 november 1990 |
| 7                    | 23                 |                   | Brass Band           | 26 november 1990 |
| 8                    | 24                 |                   | Lost In The Fog      | 3 december 1990  |
| 9                    | 25                 |                   | Bentley The Robot    | 10 december 1990 |

### Seizoen 4 (1994)
| Aflevering (seizoen) | Aflevering (serie) | Nederlandse titel | Originele titel        | Uitzenddatum     |
| -------------------- | ------------------ | ----------------- | ---------------------- | ---------------- |
| 1                    | 26                 |                   | Home From Rome         | 25 oktober 1994  |
| 2                    | 27                 |                   | Rich & Famous          | 27 oktober 1994  |
| 3                    | 28                 |                   | Quarry Rescue          | 1 november 1994  |
| 4                    | 29                 |                   | Deep Trouble for Sam   | 3 november 1994  |
| 5                    | 30                 |                   | Trevor's Bus Boot Sale | 8 november 1994  |
| 6                    | 31                 |                   | What Goes Up           | 10 november 1994 |
| 7                    | 32                 |                   | Steele Under Par       | 15 november 1994 |
| 8                    | 33                 |                   | Disaster For Dinner    | 17 november 1994 |

### Seizoen 5 (2003)
| Aflevering (seizoen) | Aflevering (serie) | Nederlandse titel              | Originele titel                      | Uitzenddatum  |
| -------------------- | ------------------ | ------------------------------ | ------------------------------------ | ------------- |
| 1                    | 34                 | Natuur in de nesten            | Danger Falling Sheep                 | 31 maart 2003 |
| 2                    | 35                 | Poolhond Dusty                 | Twist of Fate                        | 1 april 2003  |
| 3                    | 36                 | Vurige televisie               | A Real Livewire Left Out             | 2 april 2003  |
| 4                    | 37                 | De jongen van Venus            | Bug Eyed Boy from Venus              | 3 april 2003  |
| 5                    | 38                 | Badje voor Dusty               | Bathtime for Dusty                   | 4 april 2003  |
| 6                    | 39                 | Buurtwacht nog even niet       | Neighbourhood Watch Out              | 7 april 2003  |
| 7                    | 40                 | Geluk bij een ongeluk          | Twitchers in Trouble                 | 8 april 2003  |
| 8                    | 41                 | Vuilnisfestival                | Carnival of Junk                     | 9 april 2003  |
| 9                    | 42                 | Mamma's meloentje              | Mummy's Little Pumpkin               | 10 april 2003 |
| 10                   | 43                 | Joker Soaker                   | Joker Soaker                         | 11 april 2003 |
| 11                   | 44                 | Fit en met pit                 | Fit for Nothing                      | 14 april 2003 |
| 12                   | 45                 | Een schat in een gat           | Deep Water                           | 15 april 2003 |
| 13                   | 46                 | Het monster van Piekepolder    | Beast of Pontypandy                  | 16 april 2003 |
| 14                   | 47                 | Pizza-penarie                  | Pizza Palaver"                       | 17 april 2003 |
| 15                   | 48                 | De leut loop                   | Fun Run                              | 18 april 2003 |
| 16                   | 49                 | Als kat en muis                | Trouble and Squeak                   | 21 april 2003 |
| 17                   | 50                 | Koning van de jungle           | King of the Jungle                   | 22 april 2003 |
| 18                   | 51                 | De onzichtbare vriend          | Norman's Invisible Friend            | 23 april 2003 |
| 19                   | 52                 | Hoogvlieger                    | High Jinx                            | 24 april 2003 |
| 20                   | 53                 | De zaak van de rode dropveters | The Case of the Liquorice Shoelaces" | 25 april 2003 |
| 21                   | 54                 | Vurige voorstelling            | Fiery Finale                         | 28 april 2003 |
| 22                   | 55                 | Fiery finale                   | Birthday Surprise                    | 29 april 2003 |
| 23                   | 56                 | Brandweerman van morgen        | Firefighter of Tomorrow              | 30 april 2003 |
| 24                   | 57                 | Vuurzee                        | Fields Of Fire                       | 1 mei 2003    |
| 25                   | 58                 | Poolhond Dusty                 | Let It Snow                          | 2 mei 2003    |
| 26                   | 59                 | IJzige kou                     | The Big Freeze                       | 5 mei 2003    |

### Seizoen 6 (2008)
| Aflevering (seizoen) | Aflevering (serie) | Nederlandse titel          | Originele titel          | Uitzenddatum     |
| -------------------- | ------------------ | -------------------------- | ------------------------ | ---------------- |
| 1                    | 60                 | Blaas me weg               | Blow Me Down             | 11 februari 2008 |
| 2                    | 61                 | Piekepolder extreem        | Pontypandy Extreme       | 12 februari 2008 |
| 3                    | 62                 | Elvis zingt de blues       | Elvis Sings the Blues    | 13 februari 2008 |
| 4                    | 63                 | Vuurwerk voor Mandy        | Fireworks For Mandy      | 14 februari 2008 |
| 5                    | 64                 | Een hoop trammelant        | Heap of Trouble          | 15 februari 2008 |
| 6                    | 65                 | Trek 'm uit de drek        | Stuck in the Muck        | 18 februari 2008 |
| 7                    | 66                 | Worstjes tegen garnalen    | Sausages versus Shrimps  | 19 februari 2008 |
| 8                    | 67                 | Overstroming               | Flood's Flood            | 20 februari 2008 |
| 9                    | 68                 | Sam's vrije dag            | Off Duty Sam             | 21 februari 2008 |
| 10                   | 69                 | Gestrand                   | Stranded                 | 22 februari 2008 |
| 11                   | 70                 | Schaaphond of niet?        | Sheepdog Trials          | 25 februari 2008 |
| 12                   | 71                 | Norbert spookt             | Norman's Ghost           | 26 februari 2008 |
| 13                   | 72                 | Zielige Jenny              | Poorly Penny             | 27 februari 2008 |
| 14                   | 73                 | Piraten van Piekepolder    | Pirates of Pontypandy    | 28 februari 2008 |
| 15                   | 74                 | Piekepolder Pioniers       | The Pontypandy Pioneers  | 29 februari 2008 |
| 16                   | 75                 | Elvis de Superster         | Twitching the Night Away | 3 maart 2008     |
| 17                   | 76                 | Dubbele narigheid          | Double Trouble           | 4 maart 2008     |
| 18                   | 77                 | Matroos Staal              | Sailor Steele            | 5 maart 2008     |
| 19                   | 78                 | Brandweerman Jaap          | Fireman James            | 6 maart 2008     |
| 20                   | 79                 | Verrassing voor Dieuwertje | Dilys' Big Surprise      | 7 maart 2008     |
| 21                   | 80                 | Een dagje aan het strand   | Day at the Seaside       | 10 maart 2008    |
| 22                   | 81                 | Modelvliegtuig             | Model Plane              | 11 maart 2008    |
| 23                   | 82                 | Drie-benen-race            | Three Legged Race        | 12 maart 2008    |
| 24                   | 83                 | De ark van Norbert         | Norman's Ark             | 13 maart 2008    |
| 25                   | 84                 | Open dag                   | Open Day                 | 14 maart 2008    |
| 26                   | 85                 | Raketkoorts                | Mike's Rocket            | 17 maart 2008    |

### Seizoen 7 (2008)
| Aflevering (seizoen) | Aflevering (serie) | Nederlandse titel           | Originele titel                | Uitzenddatum     |
| -------------------- | ------------------ | --------------------------- | ------------------------------ | ---------------- |
| 1                    | 86                 | Papieren gevaar             | Paper plane down               | 11 november 2008 |
| 2                    | 87                 | Een echte hondenbaan        | Hot & cold running sniffer dog | 12 november 2008 |
| 3                    | 88                 | Vurige vakantie             | Hearts on fire                 | 13 november 2008 |
| 4                    | 89                 | Gevaarlijk pad              | Perilous path                  | 14 november 2008 |
| 5                    | 90                 | Hulp in de huishouding      | Mother's helper                | 17 november 2008 |
| 6                    | 91                 | De nieuwe held van de buurt | The new hero next door         | 18 november 2008 |
| 7                    | 92                 | Kerstman te water           | Santa overboard                | 19 november 2008 |
| 8                    | 93                 | Beste beentje voor          | Best foot forward              | 20 november 2008 |
| 9                    | 94                 | Slaap schaapje slaap        | Baa baa baby                   | 21 november 2008 |
| 10                   | 95                 | Als de kat van huis is      | Cat trouble                    | 24 november 2008 |
| 11                   | 96                 | Een gewaarschuwd mens       | Seeing red                     | 25 november 2008 |
| 12                   | 97                 | Een knalfeest               | Going out with a bang          | 26 november 2008 |
| 13                   | 98                 | De verkeerde geur           | The wrong smell                | 27 november 2008 |
| 14                   | 99                 | Geen verpleegster als jij   | No nurse like you              | 28 november 2008 |
| 15                   | 100                | Hij die er vandoor ging     | The one that got away          | 1 december 2008  |
| 16                   | 101                | Dinosaurusjacht             | Dinosaur hunt                  | 2 december 2008  |
| 17                   | 102                | Drijvende skelter           | Floating cart                  | 3 december 2008  |
| 18                   | 103                | Een plakkerige situatie     | A sticky situation             | 4 december 2008  |
| 19                   | 104                | Wolf roepen                 | Cry wolf                       | 5 december 2008  |
| 20                   | 105                | Schaap op de weg            | Sheep on the road              | 8 december 2008  |
| 21                   | 106                | Moederdag                   | Mam's day                      | 9 december 2008  |
| 22                   | 107                | Gevaar op het strand        | Alarm on the beach             | 10 december 2008 |
| 23                   | 108                | Hete lucht                  | Hot air                        | 11 december 2008 |
| 24                   | 109                | Torenhoge vlammenzee        | Towering inferno               | 12 december 2008 |
| 25                   | 110                | Dubbel gevaar               | Danger by the double           | 15 december 2008 |
| 26                   | 111                | Goedkoop is duurkoop        | When fools rush in             | 16 december 2008 |

### Seizoen 8 (2012)
| Aflevering (seizoen) | Aflevering (serie) | Nederlandse titel             | Originele titel              | Uitzenddatum      |
| -------------------- | ------------------ | ----------------------------- | ---------------------------- | ----------------- |
| 1                    | 112                | Brenda's Miljoenste Klant     | Bronwyn's Millionth Customer | 3 maart 2012      |
| 2                    | 113                | Trein op hol                  | Runaway Train                | 10 maart 2012     |
| 3                    | 114                | Mandy's berg                  | Mandy's Mountain             | 17 maart 2012     |
| 4                    | 115                | Brand in de watertoren        | Water Tower Inferno          | 24 maart 2012     |
| 5                    | 116                | Jupiter rukt uit              | Jupiter on the Loose         | 31 maart 2012     |
| 6                    | 117                | Bittere kou                   | The Big Chill                | 7 april 2012      |
| 7                    | 118                | Typisch Bosch                 | Boyce Will Be Boyce          | 8 april 2012      |
| 8                    | 119                | Het concert van Elvis         | Elvis in Concert             | 14 april 2012     |
| 9                    | 120                | Mandy op zee                  | Mandy at Sea                 | 15 april 2012     |
| 10                   | 121                | De grote cavia reddingsactie  | The Great Guinea Pig Rescue  | 16 april 2012     |
| 11                   | 122                | Het monster van Piekepolder   | The Pontypandyness Monster   | 3 augustus 2012   |
| 12                   | 123                | Niet doen Dieuwertje          | Disastrous Dilys             | 4 augustus 2012   |
| 13                   | 124                | Karels grote vangst           | Charlie's Big Catch          | 11 augustus 2012  |
| 14                   | 125                | Bessie komt je redden         | Bessie to the Rescue         | 18 augustus 2012  |
| 15                   | 126                | De bergkoning                 | King of the Mountain         | 25 augustus 2012  |
| 16                   | 127                | Vast op de vuurtoren          | Lighthouse Lock Out          | 1 september 2012  |
| 17                   | 128                | Meidenavond                   | Girls Night In               | 8 september 2012  |
| 18                   | 129                | Slimmer dan een vos           | To Outfox a Fox              | 15 september 2012 |
| 19                   | 130                | Lily wordt vermist            | Lily Lost & Found            | 22 september 2012 |
| 20                   | 131                | Zweeflantaarns                | Sky Lanterns                 | 29 september 2012 |
| 21                   | 132                | De Piekepolderse ijsbeer      | The Pontypandy Polar Bear    | 6 oktober 2012    |
| 22                   | 133                | IJskoud in Piekepolder        | Ice Cold in Pontypandy       | 13 oktober 2012   |
| 23                   | 134                | De verschrikkelijke sneeuwbal | Snowball of Doom             | 20 oktober 2012   |
| 24                   | 135                | Te veel lichtjes              | Floodlights                  | 27 oktober 2012   |
| 25                   | 136                | Norbert's Halloween List      | Norman's Halloween Heist     | 3 november 2012   |
| 26                   | 137                | Het vuurwerkwiel              | Wheel of Fire                | 10 november 2012  |

### Seizoen 9 (2014)
| Aflevering (seizoen) | Aflevering (serie) | Nederlandse titel                | Originele titel               | Uitzenddatum      |
| -------------------- | ------------------ | -------------------------------- | ----------------------------- | ----------------- |
| 1                    | 138                | Brand op zee                     | All at Sea                    | 5 april 2014      |
| 2                    | 139                | Verjaardagsstrijd!               | Battle of the Birthdays!      | 12 april 2014     |
| 3                    | 140                | Kazenjacht                       | Wild Cheese Chase             | 19 april 2014     |
| 4                    | 141                | Op dun ijs                       | On Thin Ice                   | 26 april 2014     |
| 5                    | 142                | Norbert de goochelaar            | Magic Norman                  | 3 mei 2014        |
| 6                    | 143                | Redding van Piekepolder Eiland   | Escape from Pontypandy Island | 10 mei 2014       |
| 7                    | 144                | In woelig water                  | Troubled Waters               | 17 mei 2014       |
| 8                    | 145                | Het beste logeerpartijtje ooit   | The Best Sleepover Ever       | 24 mei 2014       |
| 9                    | 146                | Walvissen Spotten                | Whale Watch                   | 31 mei 2014       |
| 10                   | 147                | In de wolken                     | Up, Up and Away               | 7 juni 2014       |
| 11                   | 148                | Licht, camera, lawine            | Lights, Camera, Avalanche     | 14 juni 2014      |
| 12                   | 149                | De Piekepolder cup               | The Pontypandy Cup            | 21 juni 2014      |
| 13                   | 150                | Bonje in de boomhut              | Treehouse Trouble             | 28 juni 2014      |
| 14                   | 151                | Recordbreker                     | Record Breakers               | 5 juli 2014       |
| 15                   | 152                | Hittegolf in Piekepolder         | Pontypandy Heatwave           | 12 juli 2014      |
| 16                   | 153                | Norberts grote fossielenavontuur | Norman's Big Fossil Adventure | 19 juli 2014      |
| 17                   | 154                | Schildpadjacht                   | Turtle Hunt                   | 26 juli 2014      |
| 18                   | 155                | Misleid door de schat            | The Treasure Trap             | 2 augustus 2014   |
| 19                   | 156                | Gered van de rots                | Rocky Rescue                  | 9 augustus 2014   |
| 20                   | 157                | Plaagdiershow                    | Pest in Show                  | 16 augustus 2014  |
| 21                   | 158                | Verstoppertje                    | Hide and Seek                 | 23 augustus 2014  |
| 22                   | 159                | Boy Band Bende                   | One Way Street                | 30 augustus 2014  |
| 23                   | 160                | Plankenkoorts                    | Stage Fright                  | 6 september 2014  |
| 24                   | 161                | De tuinruimers                   | Garden Force                  | 13 september 2014 |
| 25                   | 162                | Norman-Man superheld             | The Return of Norman-Man      | 20 september 2014 |

### Seizoen 10 (2016)
| Aflevering (seizoen) | Aflevering (serie) | Nederlandse titel             | Originele titel                 | Uitzenddatum     |
| -------------------- | ------------------ | ----------------------------- | ------------------------------- | ---------------- |
| 1                    | 163                | Paard op hol                  | Runaway Horse                   | 15 februari 2016 |
| 2                    | 164                | De verjaardag van Sam         | Sam's Birthday                  | 15 februari 2016 |
| 3                    | 165                | Kastelen en koningen          | Castles and Kings               | 16 februari 2016 |
| 4                    | 166                | Pizza penarie                 | Pizza Pandemonium               | 17 februari 2016 |
| 5                    | 167                | Hondenheibel                  | Dog Day Disaster                | 18 februari 2016 |
| 6                    | 168                | Busproblemen                  | Bus Trouble                     | 19 februari 2016 |
| 7                    | 169                | Spionnenspel                  | Spy Games                       | 22 februari 2016 |
| 8                    | 170                | Vos op de vlucht              | Fox on the Run                  | 23 februari 2016 |
| 9                    | 171                | Griezelfeest                  | The Great Party Panic           | 24 februari 2016 |
| 10                   | 172                | Uit elkaar                    | The Break-Up"                   | 25 februari 2016 |
| 11                   | 173                | Vurig voetbal                 | Fiery Football                  | 26 februari 2016 |
| 12                   | 174                | Verdwaald in de grot          | Lost in the Caves               | 14 maart 2016    |
| 13                   | 175                | Flonkerend Fit                | Shape Up and Shine              | 15 maart 2016    |
| 14                   | 176                | Ruimtetrein                   | Space Train                     | 16 maart 2016    |
| 15                   | 177                | Wildemannen                   | Wicker Bear                     | 17 maart 2016    |
| 16                   | 178                | Luchtkasteel                  | Castles in the Air              | 4 april 2016     |
| 17                   | 179                | Een smeltende ijsbaan         | Ice Hockey Meltdown             | 5 april 2016     |
| 18                   | 180                | Bootjevaren                   | Float Your Boat                 | 6 april 2016     |
| 19                   | 181                | Kikkerfantasie                | Froggy Fantasy                  | 7 april 2016     |
| 20                   | 182                | Zwoegen door de sneeuw        | Dashing Through the Snow        | 8 april 2016     |
| 21                   | 183                | De schat van Piekepolder Pier | The Treasure of Pontypandy Pete | 2 mei 2016       |
| 22                   | 184                | Norbert, de circusdirecteur   | Big Top Norman                  | 3 mei 2016       |
| 23                   | 185                | Doorpeddelen                  | Paddle On                       | 4 mei 2016       |
| 24                   | 186                | De ontsnapte pinguïn          | Day of the Penguin              | 13 juni 2016     |
| 25                   | 187                | Piekepolder in het park       | Pontypandy in the Park          | 26 augustus 2016 |

### Seizoen 11 (2017-2018)
| Aflevering (seizoen) | Aflevering (serie) | Nederlandse titel            | Originele titel             | Uitzenddatum     |
| -------------------- | ------------------ | ---------------------------- | --------------------------- | ---------------- |
| 1                    | 188                | De Prins in Piekepolder      | The Prince in Pontypandy    | 18 november 2017 |
| 2                    | 189                | Norbert-Man tegen Vuurhond   | Norman Man Vs Firedog       | 10 februari 2018 |
| 3                    | 190                | Cadet Catastrofe             | Cadet Catastrophe           | 11 februari 2018 |
| 4                    | 191                | Monstermanie                 | Monster Mania               | 12 februari 2018 |
| 5                    | 192                | Tinus Tover                  | Wally Wizzo                 | 13 februari 2018 |
| 6                    | 193                | De Hoezo-zaak                | The Why Files               | 14 februari 2018 |
| 7                    | 194                | Piekepolder Cowboys          | Pontypandy Slickers         | 1 mei 2018       |
| 8                    | 195                | Wie liet de kat los?         | Who Let the Cat Out?        | 2 mei 2018       |
| 9                    | 196                | Verkeerde afslag, Dieuwertje | Wrong Turn Dilys            | 3 mei 2018       |
| 10                   | 197                | De nacht van de Norbert      | Night of the Norman         | 4 mei 2018       |
| 11                   | 198                | Buitenaardse beestenjacht    | Alien Bug Hunt              | 7 mei 2018       |
| 12                   | 199                | Vlam uit het verleden        | Blast from the Past         | 8 mei 2018       |
| 13                   | 200                | Jaap en de Reuzenpompoen     | James and the Giant Pumpkin | 9 mei 2018       |

### Seizoen 12 (2020-2021)
De serie komt terug in 2020 met 13 nieuwe afleveringen en een 60 minuten lang speciaal.
| Aflevering (seizoen) | Aflevering (serie) | Nederlandse titel                 | Originele titel             | Uitzenddatum     |
| -------------------- | ------------------ | --------------------------------- | --------------------------- | ---------------- |
| 1                    | 201                | Norbert Puk Topverslaggever       | Norman Price Ace Reporter   | 26 oktober 2020  |
| 2                    | 202                | De Catastrofale Kabelbaan         | The Zip Line of Doom        | 26 oktober 2020  |
| 3                    | 203                | Vlammetjes in de pan!             | Red Hot Chilli Nibbles      | 27 oktober 2020  |
| 4                    | 204                | Een rustig weekend                | Brother's Weekend           | 27 oktober 2020  |
| 5                    | 205                | Grote brandende billboards        | Great Billboards of Fire    | 28 oktober 2020  |
| 6                    | 206                | Pioniers in paniek                | Pioneer Peril               | 29 oktober 2020  |
| 7                    | 207                | Ruimteboterham                    | Space Sandwich              | 30 oktober 2020  |
| 8                    | 208                | Operatie zeeschildpad             | Operation Sea Turtle        | 13 februari 2021 |
| 9                    | 209                | Ontsnapping van Dinosaurus eiland | Escape from Dinosaur Island | 13 februari 2021 |
| 10                   | 210                | Carbische Barbecue                | Caribbean Cookout           | 14 februari 2021 |
| 11                   | 211                | Een vlammende vandeling           | Blazing a Trail             | 15 februari 2021 |
| 12                   | 212                | Hulpofficer Jaap                  | Deputy James                | 16 februari 2021 |
| 13                   | 213                | Ukelele grillen                   | Ukulele Crazy               | 17 februari 2021 |

### Seizoen 13 (2021-2022)
| Aflevering (seizoen) | Aflevering (serie) | Nederlandse titel                                | Originele titel                                   | Uitzenddatum    |
| -------------------- | ------------------ | ------------------------------------------------ | ------------------------------------------------- | --------------- |
| 1                    | 214                | Vlammen op de dansvloer                          | Norman Burns Up the Dancefloor                    | 4 oktober 2021  |
| 2                    | 215                | Ongelukkige eerste hulp                          | First Aid Fiasco                                  | 4 oktober 2021  |
| 3                    | 216                | Wasstraat Waanzin                                | Car Wash Chaos                                    | 5 oktober 2021  |
| 4                    | 217                | Feestelijk vuurwerk                              | Firework Party                                    | 5 oktober 2021  |
| 5                    | 218                | Pizza in het park                                | Pizza in the Park                                 | 6 oktober 2021  |
| 6                    | 219                | Nieuwe hond in de stad                           | New Dog on the Block                              | 7 oktober 2021  |
| 7                    | 220                | Te veel erwten, te veel stekkers                 | Too Many Peas, Too Many Plugs                     | 8 oktober 2021  |
| 8                    | 221                | Pioniersfeestje                                  | Pioneer Party                                     | 11 oktober 2021 |
| 9                    | 222                | Vonk in de lucht                                 | Sparkes in the Sky                                | 12 oktober 2021 |
| 10                   | 223                | Op een draftje                                   | Hold Your Horses                                  | 25 oktober 2021 |
| 11                   | 224                | We wil er gered worden?                          | Stand Up to Be Rescued                            | 26 oktober 2021 |
| 12                   | 225                | De Hoezo Zaak 2: Het monster van Piekepolderberg | The Why Files 2: The Beast of Pontypandy Mountain | 1 februari 2022 |
| 13                   | 226                | Een griezelig ritje                              | The Haunted Hay Ride                              | 2 februari 2022 |
| 14                   | 227                | Norbert en de zee                                | Norman and the Sea                                | 3 februari 2022 |
| 15                   | 228                | Jacht op de Zeldzame Gevlekte Steltloper         | The Hunt for the Lesser Spotted Wader             | 4 februari 2022 |
| 16                   | 229                | Brand op het water                               | Fire on the Water"                                | 28 mei 2022     |
| 17                   | 230                | Muistroom Misére                                 | Riptide Rescue                                    | 28 mei 2022     |
| 18                   | 231                | Hond Tegen Schaap                                | Dog Versus Sheep                                  | 29 mei 2022     |
| 19                   | 232                | Opgesloten                                       | The Lock In                                       | 30 mei 2022     |
| 20                   | 233                | Nare Notendop Noodsituatie                       | Pontypandy Pickle Paddle                          | 31 mei 2022     |
| 21                   | 234                | Een Strovuurtje                                  | The Last Straw                                    | 1 juni 2022     |
| 22                   | 235                | Hoepel en Plons                                  | Hoop Splash                                       | 3 oktober 2022  |
| 23                   | 236                | Pas op de vos!                                   | Beware of the Fox                                 | 4 oktober 2022  |
| 24                   | 237                | Kalender Kiekjes                                 | Calendar Challenge                                | 5 oktober 2022  |
| 25                   | 238                | Meeuwstreken                                     | Seagull Shenanigans                               | 6 oktober 2022  |
| 26                   | 239                | Radio Mandy                                      | Radio Mandy                                       | 7 oktober 2022  |

### Seizoen 14 (2022-2023)
| Aflevering (seizoen) | Aflevering (serie) | Nederlandse titel | Originele titel                                        | Uitzenddatum     |
| -------------------- | ------------------ | ----------------- | ------------------------------------------------------ | ---------------- |
| 1                    | 240                |                   | The Pontypandy Bee Project                             | 1 november 2022  |
| 2                    | 241                |                   | The Moon Men Are Coming                                | 2 november 2022  |
| 3                    | 242                |                   | The Fastest Food                                       | 3 november 2022  |
| 4                    | 243                |                   | Snap and Spot                                          | 4 november 2022  |
| 5                    | 244                |                   | Sergeant Sarah                                         | 7 november 2022  |
| 6                    | 245                |                   | Moose's Sleepout Challenge                             | 8 november 2022  |
| 7                    | 246                |                   | Run Norman Run                                         | 9 november 2022  |
| 8                    | 247                |                   | The Ancient Pontypandy Way                             | 10 november 2022 |
| 9 & 10               | 248 & 249          |                   | Pontypandy Wonderland                                  | 10 december 2022 |
| 11                   | 250                |                   | Cave Calamity                                          | 13 februari 2023 |
| 12                   | 251                |                   | Swift Drift                                            | 14 februari 2023 |
| 13                   | 252                |                   | Let's Go Fly a Kite                                    | 15 februari 2023 |
| 14                   | 253                |                   | Go Team Wildman                                        | 16 februari 2023 |
| 15                   | 254                |                   | Dilys's Sizzling Sauce                                 | 17 februari 2023 |
| 16                   | 255                |                   | On the Rocks                                           |                  |
| 17                   | 256                |                   | Dinosaur Danger                                        |                  |
| 18                   | 257                |                   | The Pontypandy Hat Parade                              |                  |
| 19                   | 258                |                   | I'm the Captain                                        |                  |
| 20                   | 259                |                   | Tidal Turmoil                                          |                  |
| 21                   | 260                |                   | Norman Takes Off                                       |                  |
| 22                   | 261                |                   | A Baking Blunder                                       |                  |
| 23                   | 262                |                   | Keep Calm and Upward Octopus                           |                  |
| 24                   | 263                |                   | Go Kart Challenge                                      |                  |
| 25                   | 264                |                   | The Why Files 3; The Mystery of the Pontypandy Werefox |                  |
| 26                   | 265                |                   | Steele's Big Day                                       |                  |

## Specialen
Er zijn drie specialen van de serie met nog één onderweg.
| Speciaal (Originele titel)                                   | Uitzenddatum |
| ------------------------------------------------------------ | ------------ |
| De grote brand in Piekepolder (The Great Fire of Pontypandy) | 2009         |
| Helden van de storm (Heroes of the Storm)                    | 2015         |
| Ufo Alarm (Alien Alert)                                      | 2017         |
| Klaar voor actie (Set for Action)                            | 2018         |
| Nobert puk en het mysterie in de lucht                       | 2020         |

## Songteksten
De eerste begintune is gezongen door Olaf Wijnants. In de nieuwere versie is de songtekst wat gewijzigd en werd het gezongen door Stan Limburg.
1e versie
Hoort hij de alarmbel gaan

Brandweerman Sam treedt ijlings aan

Met zijn helm en met zijn jas

Want die komen goed van pas
Hij is altijd paraat – Brandweerman Sam

Hij is heel accuraat – Brandweerman Sam

Hij is de held van de buurt

Waar Sam zijn auto ook stuurt
Loopt-ie door een drukke straat

Staat hij klaar met raad en daad

Is er soms een schoorsteenbrand

Dan komt Sam hem blussen want
Hij is altijd paraat – Brandweerman Sam

Hij is heel accuraat – Brandweerman Sam

Hij is de held van de buurt

Waar Sam zijn auto ook stuurt
2e versie
Hoort hij de alarmbel gaan

Dan komt Sam er heel snel aan

Als je vastzit, roep 'm dan

Want hij helpt zo goed hij kan
Want hij staat altijd paraat – Brandweerman Sam

En hij is heel accuraat – Brandweerman Sam

Hoe kort z'n nachtrust ook duurt

Sam is de held van de buurt
Nooit voor één gevaar beducht

Ondergronds of door de lucht

Brandweerman Sam en heel z'n ploeg

Krijgen van redden nooit genoeg
Want hij staat altijd paraat – Brandweerman Sam

En hij is heel accuraat – Brandweerman Sam

Hoe kort z'n nachtrust ook duurt

Sam is de held van de buurt

## Brandweerman Sam in het theater
In het seizoen 2014–2015 was brandweerman Sam ook in de Nederlandse en Vlaamse theaters te zien met de muzikale voorstelling 'Piekepolder op stelten'.

## Trivia
- De reden dat de man achter de originele Nederlands vertelstem Olaf Wijnants wel de eerste reeks, maar niet de nieuwe afleveringen insprak, is omdat hem dat nooit is gevraagd. Stan Limburg verving hem.